# Saint-Ouen-Marchefroy
Saint-Ouen-Marchefroy és un municipi francès, situat al departament de l'Eure i Loir i a la regió de Centre – Vall del Loira. L'any 2007 tenia 332 habitants.

## Demografia

### Població
El 2007 la població de fet de Saint-Ouen-Marchefroy era de 332 persones. Hi havia 118 famílies, de les quals 20 eren unipersonals (8 homes vivint sols i 12 dones vivint soles), 43 parelles sense fills, 51 parelles amb fills i 4 famílies monoparentals amb fills.
La població ha evolucionat segons el següent gràfic:
Habitants censats

### Habitatges
El 2007 hi havia 183 habitatges, 124 eren l'habitatge principal de la família, 56 eren segones residències i 3 estaven desocupats. 181 eren cases i 1 era un apartament. Dels 124 habitatges principals, 110 estaven ocupats pels seus propietaris, 11 estaven llogats i ocupats pels llogaters i 4 estaven cedits a títol gratuït; 3 tenien una cambra, 3 en tenien dues, 15 en tenien tres, 23 en tenien quatre i 81 en tenien cinc o més. 103 habitatges disposaven pel capbaix d'una plaça de pàrquing. A 42 habitatges hi havia un automòbil i a 80 n'hi havia dos o més.

### Piràmide de població
La piràmide de població per edats i sexe el 2009 era:
| Homes | Edats   | Dones |
| ----- | ------- | ----- |
| 0     | 95 o +  | 0     |
| 4     | 90 a 94 | 4     |
| 0     | 85 a 89 | 0     |
| 0     | 80 a 84 | 0     |
| 8     | 75 a 79 | 4     |
| 4     | 70 a 74 | 8     |
| 0     | 65 a 69 | 4     |
| 4     | 60 a 64 | 0     |
| 4     | 55 a 59 | 12    |
| 24    | 50 a 54 | 16    |
| 20    | 45 a 49 | 20    |
| 20    | 40 a 44 | 16    |
| 0     | 35 a 39 | 12    |
| 16    | 30 a 34 | 8     |
| 4     | 25 a 29 | 0     |
| 0     | 20 a 24 | 4     |
| 12    | 15 a 19 | 12    |
| 12    | 10 a 14 | 4     |
| 4     | 5 a 9   | 16    |
| 4     | 0 a 4   | 8     |

## Economia
El 2007 la població en edat de treballar era de 220 persones, 167 eren actives i 53 eren inactives. De les 167 persones actives 152 estaven ocupades (83 homes i 69 dones) i 15 estaven aturades (9 homes i 6 dones). De les 53 persones inactives 19 estaven jubilades, 10 estaven estudiant i 24 estaven classificades com a «altres inactius».

### Ingressos
El 2009 a Saint-Ouen-Marchefroy hi havia 125 unitats fiscals que integraven 322 persones, la mediana anual d'ingressos fiscals per persona era de 25.366 €.

### Activitats econòmiques
Dels 18 establiments que hi havia el 2007, 6 eren d'empreses de construcció, 3 d'empreses de comerç i reparació d'automòbils, 2 d'empreses de transport, 1 d'una empresa d'informació i comunicació i 6 d'empreses de serveis.
Dels 6 establiments de servei als particulars que hi havia el 2009, 2 eren paletes, 3 fusteries i 1 lampisteria.
L'any 2000 a Saint-Ouen-Marchefroy hi havia 7 explotacions agrícoles que ocupaven un total de 462 hectàrees.

## Equipaments sanitaris i escolars
El 2009 hi havia una escola elemental integrada dins d'un grup escolar amb les comunes properes formant una escola dispersa.

## Poblacions més properes
El següent diagrama mostra les poblacions més properes.